# وو ییوون
وو ییوون (انگلیسی: Wu Yiwen؛ زادهٔ ۵ اوت ۱۹۸۶) ورزشکار شنای موزون اهل چین است.
وی در مسابقات کشوری و بین‌المللی در مجموع برندهٔ ۳ مدال طلا، ۵ مدال نقره، ۲ مدال برنز شده‌است.